# マンスフィールド・スティーブン
マンスフィールド・スティーブン（Stephen Mansfield）は、オックスフォードシャー州出身のジャーナリスト、写真家、日本研究者、都市論研究者。
日本在住。
国際的に活躍するジャーナリストで、今まで多くの雑誌や新聞、書籍を出版。
著書TOKYO A BIOGRAPHYや100 JAPANESE GARDENS、Japan's Master Gardens Lesson in Space and Environmentなどの代表作含め、日本外国特派員協会での発信などの活動もしている。
The Japan TimesとNikkei Asiaのレギュラー寄稿者。